# Periklís Hoúrsoglou
Periklís Hoúrsoglou (grec moderne : Περικλής Χούρσογλου) né en 1955 à Athènes est un réalisateur, scénariste et producteur grec.

## Biographie
Après des études de mathématiques à l'université d'Athènes (1973-1978), il part à l'École Stavrakos. Dès 1976, il est assistant sur divers tournages comme Elefthérios Venizélos (1910-1927) ou Jours tranquilles d'août.
Après quelques courts métrages, il réalise pour le cinéma et la télévision.

## Filmographie
- 1980 : Ta maniketokoumpa (court-métrage)
- 1983 : Tyflo systima (court-métrage)
- 1986 : Style (téléfilm)
- 1993 : Lefteris
- 1997 : L'Homme en gris
- 2003 : Les Yeux de la nuit
- 2009 : O diaheiristis
- 2011 : "Synantisa ki eftyhismenous mastorous" (documentaire)

## Récompenses
- Festival international du film de Thessalonique 1993 : pour Lefteris
  - Section internationale : meilleur film (Alexandre d'argent), meilleure actrice
  - Section grecque : meilleur film, meilleure photographie, meilleur décor, meilleur jeune réalisateur
  - Prix de l'Union panhellénique des critiques de cinéma (PEKK) : meilleur film